# Jorge López Caballero
Jorge López Caballero (ur. 15 sierpnia 1981 w Cali) – kolumbijski piłkarz występujący na pozycji pomocnika. Zawodnik klubu Yaracuyanos FC.

## Kariera klubowa
López zawodową karierę rozpoczynał w 1999 roku w zespole Deportivo Cali. Jego barwy reprezentował przez 4 sezony. W 2003 roku odszedł do Millonariosu. Spędził tam 1,5 sezonu, a w połowie sezonu 2004 wrócił do Deportivo Cali. W 2005 roku przeszedł do Deportivo Pereira, jednak w 2006 ponownie został graczem Deportivo Cali. W 2007 roku trafił do ekipy Boyacá Chicó, w której grał przez jeden sezon.
Na początku 2008 roku López podpisał kontrakt z izraelskim Maccabi Netanja. Występował tam przez pół roku. W połowie 2008 roku odszedł z Maccabi. W 2009 roku został graczem wenezuelskiego Yaracuyanos FC.

## Kariera reprezentacyjna
W reprezentacji Kolumbii López zadebiutował w 2003 roku. W tym samym roku został powołany do kadry na Puchar Konfederacji. Zagrał na nim w meczach z Francją (0:1), Nową Zelandią (3:1), Japonią (1:0), Kamerunem (0:1) i Turcją (1:2). W pojedynku z Nową Zelandią strzelił także swojego jedynego w zespole narodowym. Tamten turniej Kolumbia zakończyła na 4. miejscu.
W drużynie narodowej López rozegrał w sumie 8 spotkań i zdobył 1 bramkę.